# Hoodoo (Geologie)

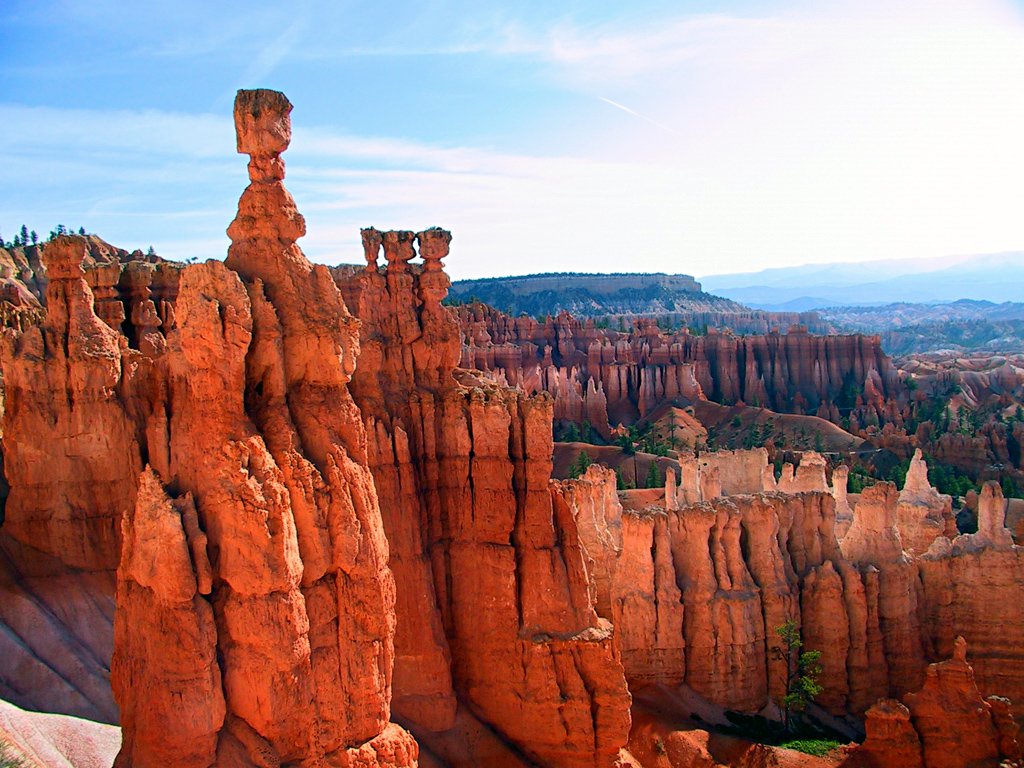
Thor’s Hammer im Bryce-Canyon-Nationalpark

Hoodoos sind turmartige Gebilde aus Sedimentgesteinen im Westen Nordamerikas, die durch Erosion geformt wurden. Sie sind relativ häufig auf dem Colorado-Plateau und in den Great Plains. Als die Region mit den weltweit meisten Hoodoos auf engstem Raum gilt der Bryce-Canyon-Nationalpark.
Hoodoos kommen vor allem in ariden und semiariden Klimaten vor. Sie können Höhen von 1,5 bis 45 Meter erreichen. Anders als gewöhnliche Felsnadeln besitzen Hoodoos ein charakteristisches „Profil“, das heißt, der Umfang eines solchen mehr oder weniger runden Felsenturms nimmt vom Fuß zur Spitze in mehr oder weniger regelmäßigen Abständen zu und wieder ab. Die daraus resultierende Form erinnert an einen Totempfahl. Ursächlich für diese Gestalt ist der Aufbau aus unterschiedlich harten Sedimentschichten. Insbesondere die Spitze besteht aus einer solchen harten Schicht, die die Felsnadel vor Erosion von oben weitgehend schützt. Weil in den verschiedenen Schichten verschiedene Minerale eingelagert sind, ändert sich auch die Farbe der Hoodoos mit der Höhe, meist zwischen weiß und verschiedenen Rottönen.

## Entstehung

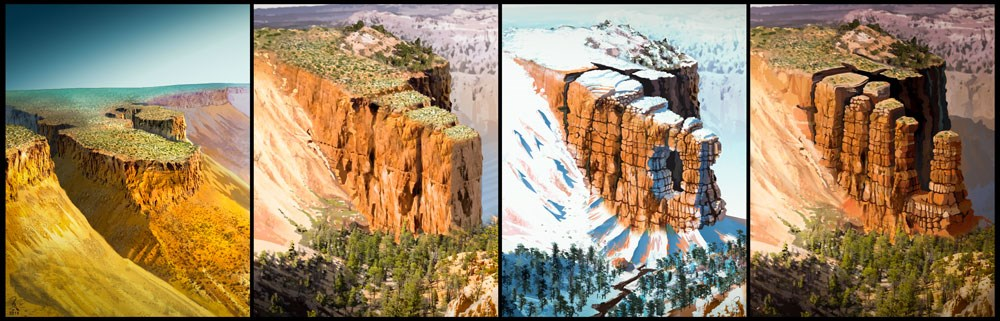
Plateau → Lamelle → Fenster → Hoodoo

Das Plateau, in das der Bryce Canyon hineingeschnitten wurde, besteht aus überwiegend Kalkstein, mit zwischengelagerten karbonathaltigen Siliziklastika sowie Dolomitstein. Es handelt sich dabei um versteinerte Sedimente eines ausgedehnten Sees, der im Eozän, vor etwa 40 Millionen Jahren, einen großen Teil von Utah bedeckte. Die Sedimentabfolge wird als Claron-Formation (Wasatch-Formation, die „Pink Cliffs“ der Grand Staircase) bezeichnet, der nicht mehr existente See als Claron Lake. Das trockengefallene Claron-Lake-Becken wurde im Miozän und Pliozän vor ca. 15 bis 5 Millionen Jahren zusammen mit dem Rest des Colorado-Plateaus auf das aktuelle Niveau angehoben. Infolgedessen bildete sich die heutige Landschaft heraus.
Die Bildung der Felstürme aus den Sedimentgesteinen der Claron-Formation erfolgt durch physikalische und chemische Verwitterung sowie die Abführung des dabei anfallenden Lockermaterials durch Wind und Regen. Von besonderer Bedeutung ist hierbei, dass das Gestein von einem Netz aus Rissen und Spalten, sogenannten Klüften durchzogen ist. So sorgen etwa 200 Nachtfröste pro Jahr dafür, dass in Klüfte eindringendes Wasser gefriert, die Spalten vergrößert und den Fels zunehmend schwächt (Frostsprengung). Regen, der durch Kohlendioxidaufnahme aus der Luft leicht sauer ist, löst bevorzugt den Kalkstein sowie das Karbonat, das die siliziklastischen Sedimentgesteine zusammenhält, auf. Ausgangspunkte der eigentlichen Hoodoo-Entstehung sind schmale Vorsprünge in der Plateauwand, auf Englisch fins (wörtlich „Flossen“) genannt (in obenstehender Abbildung als „Lamelle“ bezeichnet). Bei der Verwitterung und Erosion dieser Vorsprünge schreitet die Zersetzung des Gesteins am schnellsten an den Klüften voran, was sich speziell in der Bildung von ice windows („Eisfenstern“) äußert. Durch fortschreitende Verwitterung und Erosion verwandelt sich so ein Vorsprung schließlich in eine Zeile frei stehender Pfeiler. Die Unterschiede hinsichtlich der relativen Verwitterungsresistenz zwischen reinen Kalksteinen, den Siliziklastika und den dolomitischen Schichten sorgt dabei für die Ausbildung der charakteristischen Hoodoo-Form bei jedem dieser Pfeiler.

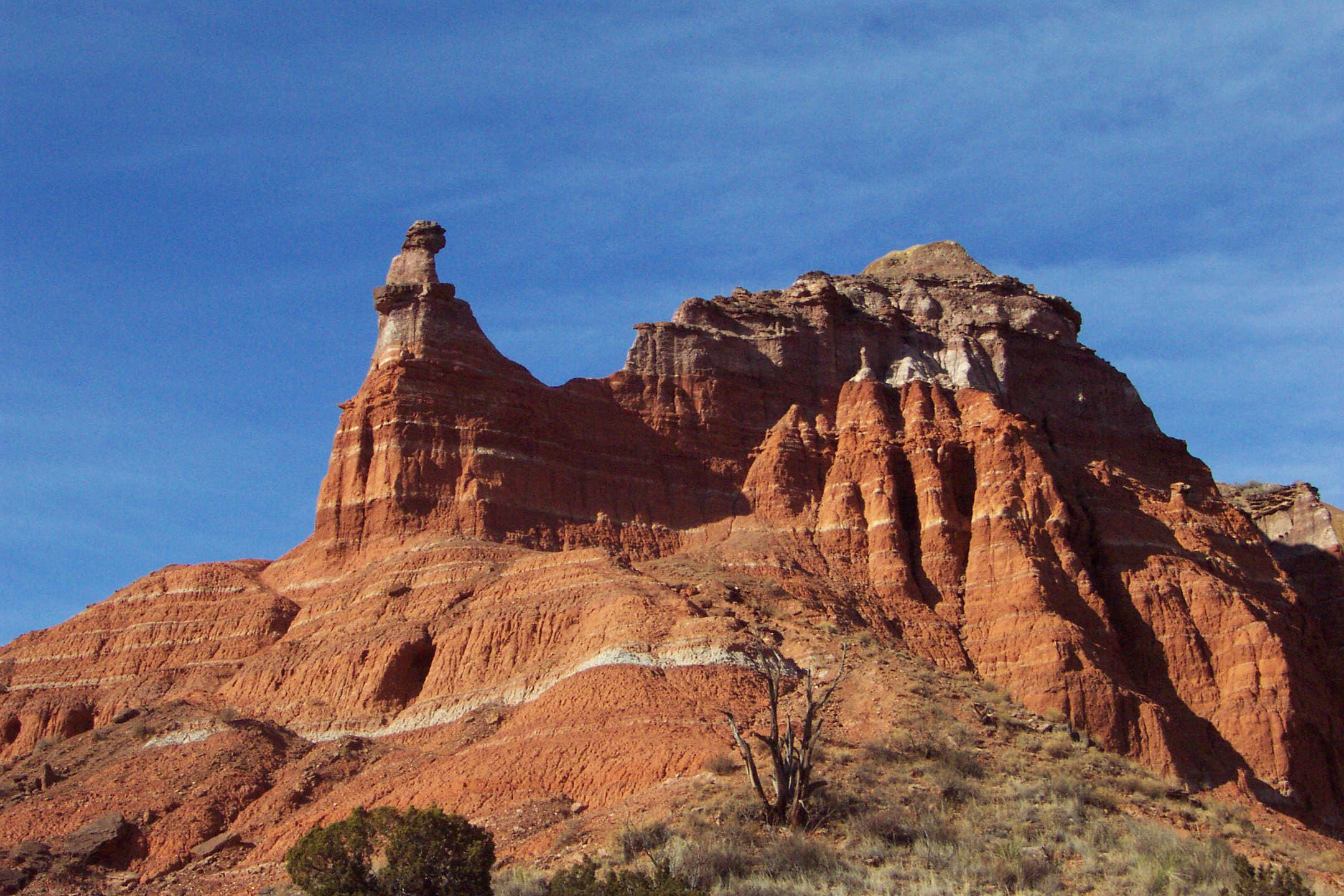
Capitol Peak im Palo Duro Canyon (Texas Panhandle) mit Hoodoo-artigem Turmfelsen an der Spitze seines Südausläufers, Siliziklastika der Quatermaster-Formation (Perm) und Tecovas-Formation (Trias) des Llano Estacado.

Die bekanntesten Hoodoos im Bryce Canyon sind „Thor’s Hammer“, „The Hunter“ und „Queen Victoria“.